# ملاعنة
الملاعنة، ملاعنة الرجل زوجته، مأخوذة من اللعن، وهو الإبعاد والطرد،، أما في اصطلاح الفقهاء، فهو: شهادات مؤكدة بالأيمان مقرونة باللعن من جهة الزوج والغضب من جهة الزوجة، وذلك حين يتهم الزوج زوجته بالزنا وتنفي عن نفسها ذلك، فيقومون بالملاعنة أمام الحاكم ويفرق بينهما.
وصفتها: عندما يتهم الزوج زوجته بالزنى بدون أن يأتي بأربعة شهداء على وقوع الزنى، ففي هذه الحالة يطلب منه القاضي أن يحلف أربع مرات (بدل الشهود الأربعة) (ليدفع عن نفسه حدّ القذف) أنه من الصادقين في دعواه ضدّ زوجته، ثم يحلف مرة خامسة بأن يقول: (لعنة الله عليّ إن كنت من الكاذبين) أي: فيما اتهم زوجته به من الزنا. وبالنسبة للمرأة التي تريد أن تدرأ عن نفسها حدّ الزنى أن تحلف أربع مرات (بدل الشهود الأربعة) كذلك أنه من الكاذبين فيما اتهمها به، وفي الخامسة تؤكد بأن تقول (لعنة الله عليها وسخطه إن كان زوجها صادقا فيما اتهمها به).
وعند حدوث الملاعنة بين الزوجين تحدث الفرقة على التأبيد، ويدرأ الحد وتنتفي نسبة الولد الذي لاعنا فيه عن الزوج -إذا كان في اللعان ذكر نفي الولد-.
وقد أنزل الله آيات في الملاعنة، قال تعالى: ﴿وَالَّذِينَ يَرْمُونَ أَزْوَاجَهُمْ وَلَمْ يَكُنْ لَهُمْ شُهَدَاءُ إِلَّا أَنْفُسُهُمْ فَشَهَادَةُ أَحَدِهِمْ أَرْبَعُ شَهَادَاتٍ بِاللَّهِ إِنَّهُ لَمِنَ الصَّادِقِينَ ۝٦ وَالْخَامِسَةُ أَنَّ لَعْنَةَ اللَّهِ عَلَيْهِ إِنْ كَانَ مِنَ الْكَاذِبِينَ ۝٧ وَيَدْرَأُ عَنْهَا الْعَذَابَ أَنْ تَشْهَدَ أَرْبَعَ شَهَادَاتٍ بِاللَّهِ إِنَّهُ لَمِنَ الْكَاذِبِينَ ۝٨ وَالْخَامِسَةَ أَنَّ غَضَبَ اللَّهِ عَلَيْهَا إِنْ كَانَ مِنَ الصَّادِقِينَ ۝٩ وَلَوْلَا فَضْلُ اللَّهِ عَلَيْكُمْ وَرَحْمَتُهُ وَأَنَّ اللَّهَ تَوَّابٌ حَكِيمٌ ۝١٠﴾ [النور:6–10].

## تعريف اللعان
الملاعنة واللعان مأخوذ من اللعن، وهو الإبعاد والطرد ، ولذلك سميت الملاعنة في الفقه الإسلامي بذلك لأن هناك إبعادا بين الزوجين بعد الملاعنة، يقول الفراهيدي: «لعنته: سببته. ولعنه الله: باعده واللعين: ما يتخذ في المزارع كهيئة رجل. واللعنة في القرآن: العذاب. وقولهم: أبيت اللعن، أي: لا تأتي أمرا تلحى عليه وتلعن. واللعنة: الدعاء عليه. واللعنة: الكثير اللعن، واللعنة: الذي يلعنه الناس. والتعن الرجل، أي: أنصف في الدعاء على نفسه وخصمه، فيقول: على الكاذب مني ومنك اللعنة. وتلاعنوا: لعن بعضهم بعضا، واشتقاق ملاعنة الرجل امرأته منه في الحكم. والحاكم يلاعن بينهما ثم يفرق».
أما في اصطلاح الفقهاء، فهو: شهادات مؤكدة بالأيمان مقرونة باللعن من جهة الزوج والغضب من جهة الزوجة، وذلك حين يتهم الزوج زوجته بالزنا وتنفي عن نفسها ذلك، فيقومون بالملاعنة أمام الحاكم ويفرق بينهما.

## أسباب اللعان
من أسباب اللعان:
1. قذف الرجل زوجته قذفاً يوجب حد الزنا لو قذف أجنبية.
2. نفي الزوج للولد، وادعاء أنه من غيره.[6]

## صفة اللعان
إذا اتهم الزوج زوجته بالزنا أو نفى الولد عن نفسه فإن الحاكم أو من يقوم مقامه يحضرهما في مجلسه ثم يسأله البينة على ما رماها به، فإن أتى ببينة عدول وهي شهادة الزنا المعروفة أقيم عليه الحد، فإن لم يأت ببينة يقيم الملاعنة، فيقوم الزوج ويشهد بالله إنه لمن الصادقين أربع مرات، ثم يقول: علي لعنة الله إن كنت من الكاذبين، ثم تشهد المرأة بالله إنه لمن الكاذبين أربع مرات، وتقول: علي غضب الله إن كان من الصادقين، وبهذا يسقط الحد عنهما، يسقط عنها حد الزنا، ويسقط عنه حد القذف، ويفرق الحاكم بينهما.

## الآيات الواردة في اللعان
أنزل الله آيات في الملاعنة، وهي قوله تعالى في القرآن الكريم:
﴿وَالَّذِينَ يَرْمُونَ أَزْوَاجَهُمْ وَلَمْ يَكُنْ لَهُمْ شُهَدَاءُ إِلَّا أَنْفُسُهُمْ فَشَهَادَةُ أَحَدِهِمْ أَرْبَعُ شَهَادَاتٍ بِاللَّهِ إِنَّهُ لَمِنَ الصَّادِقِينَ ۝٦ وَالْخَامِسَةُ أَنَّ لَعْنَةَ اللَّهِ عَلَيْهِ إِنْ كَانَ مِنَ الْكَاذِبِينَ ۝٧ وَيَدْرَأُ عَنْهَا الْعَذَابَ أَنْ تَشْهَدَ أَرْبَعَ شَهَادَاتٍ بِاللَّهِ إِنَّهُ لَمِنَ الْكَاذِبِينَ ۝٨ وَالْخَامِسَةَ أَنَّ غَضَبَ اللَّهِ عَلَيْهَا إِنْ كَانَ مِنَ الصَّادِقِينَ ۝٩ وَلَوْلَا فَضْلُ اللَّهِ عَلَيْكُمْ وَرَحْمَتُهُ وَأَنَّ اللَّهَ تَوَّابٌ حَكِيمٌ ۝١٠﴾ [النور:6–10] 

## اللعان في زمن النبي
وقع اللعان في زمن الرسول صلى الله عليه وسلم، وهي الحادثة التي كانت سببا في نزول الآيات التي سبق ذكرها، والقصة كما وردت في السنن: عن ابن عباس: أن هلال بن أمية قذف امرأته عند النبي صلى الله عليه وسلم بشريك ابن سحماء، فقال النبي صلى الله عليه وسلم: «البيِّنة أو حد في ظهرك» فقال: يا رسول الله، إذا رأى أحدنا رجلا على امرأته يلتمس البينة؟ فجعل النبي صلى الله عليه وسلم يقول: «البينة وإلا فحد في ظهرك» فقال هلال: والذي بعثك بالحق إني لصادق، ولينزلن الله في أمري ما يبرئ ظهري من الحد، فنزلت {وَالَّذِينَ يَرْمُونَ أَزْوَاجَهُمْ وَلَمْ يَكُنْ لَهُمْ شُهَدَاءُ إِلَّا أَنْفُسُهُمْ} ، قرأ حتى بلغ {لمن الصادقين} ، فانصرف النبي صلى الله عليه وسلم، فأرسل إليهما فجاءا، فقام هلال بن أمية فشهد والنبي صلى الله عليه وسلم يقول: "الله يعلم أن أحدكما كاذب، فهل منكما من تائب؟ ثم قامت فشهدت، فلما كان عند الخامسة {أنَّ غَضَبَ الله عَليْها إِنْ كانَ مِنَ الصَّادقين} ، وقالوا لها: إنها موجبة، قال ابن عباس: فتلكأت ونكصت حتى ظننا أنها سترجع، فقالت: لا أفضح قومي سائر اليوم، فمضت" ،
وفي الصحيحان: «أنَّ رَجُلًا لاعَنَ امْرَأَتَهُ في زَمَنِ النبيِّ صَلَّى اللهُ عليه وسلَّمَ وانْتَفَى مِن ولَدِها، فَفَرَّقَ النبيُّ صَلَّى اللهُ عليه وسلَّمَ بيْنَهُما، وأَلْحَقَ الوَلَدَ بالمَرْأَةِ.»

## أحكام ما بعد اللعان
للملاعنة أحكام وهي:
1. حرمة الوطء بعد التلاعن وتحريمُ الزَّوجةِ على الزَّوجِ تَحريمًا مُؤَبَّدًا.[15]
2. الفرقة والطلاق بين الزوجين.[16]
3. سقوط حد القذف عن الزوج.[17]
4. إن كان التلاعن بسبب نفي الولد ينفي القاضي نسبة الولد إلى الأب ويلحقه بأمه.[18][19]
5. إن كان اللعان والزوجة حامل ينفي القاضي نسبة الجنين إلى الأب.[20]
6. سقوط حد الزنا عن المرأة إذا لاعنت زوجها.[21]

## مسائل الإجماع في الملاعنة
1. أجمع أهل العلم أن الرجل إذا قذف امرأته قبل أن يدخل بها أنه يلاعنها.
2. اتفق الجميع أن الزوجة إذا قذفها بالزنا ساعة ولادتها بقوله: هذا الولد من زنا، أنه يلاعن إن لم يأت بأربعة شهداء.
3. الملاعنة لا تكون إلا عند السلطان، وهذا إجماع.
4. من استخلفه الإمام على الأحكام، من قاض وسائر الحكام؛ يقوم فيه مقام الإمام.[22]